# Elettrofisiologia
L'elettrofisiologia è una branca della fisiologia che ha come studio il funzionamento dell'organismo dal punto di vista elettrico, sia in condizioni fisiologiche normali sia sotto l'influsso di un potenziale elettrico esterno. In particolare l'elettrofisiologia può essere applicata al funzionamento elettrico del cuore o al funzionamento elettrico delle cellule. In questo secondo caso si parla di "elettrofisiologia cellulare".Alcune delle tecniche sfruttate nell'ambito dell'elettrofisiologia sono le seguenti:

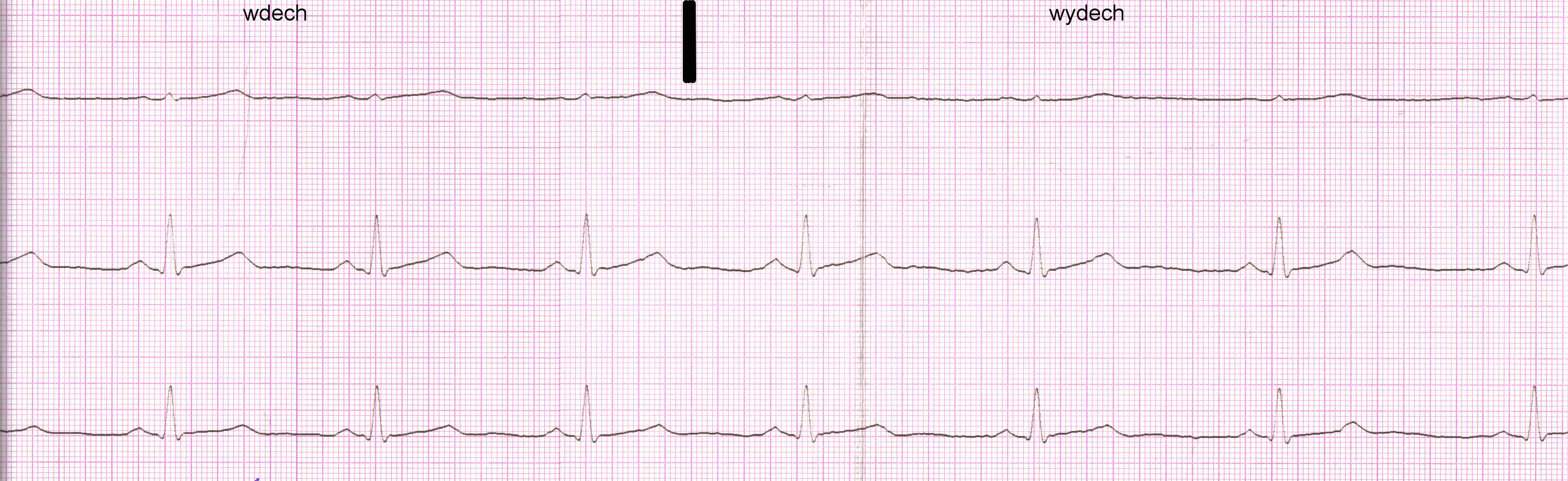
Un elettrocardiogramma.

- elettrocardiografia
- elettroencefalografia
- elettromiografia
- elettroretinografia.

## Elettrofisiologia del cuore
Uno studio elettrofisiologico (SEF) è uno dei possibili test di conduzione elettrica del cuore. Questo test viene eseguito utilizzando dei cateteri situati nel cuore.
In elettrofisiologia clinica, particolare rilevanza assume lo studio del segnale R-R. Esso prende in considerazione l'intervallo temporale che intercorre tra un battito cardiaco e il successivo in un tracciato ECG registrato di norma per un tempo non superiore ai cinque-sei minuti. 
È possibile studiare il segnale R-R anche per intervalli di tempo molto lunghi, ad esempio per 24 ore mediante Holter. Di particolare rilievo è il fatto che il segnale R-R è modulato prevalentemente dall'attività del Sistema Nervoso Autonomo. Lo studio della variabilità del ritmo cardiaco (R-R) consente quindi di stimare l'attività della componente del simpatico e del parasimpatico nella modulazione del ritmo cardiaco stesso. La metodologia più frequentemente utilizzata è quella della FFT (Fast Fourier Tranform). 
Con questo metodo è possibile rappresentare il segnale R-R nel dominio della frequenza, ottenendo in ordinata il valore spettrale della PSD (Power Spectral Density) e in ascissa il corrispondente valore della frequenza. Lo studio consente in particolare di analizzare tre bande di frequenza, la VLF nell'intervallo di frequenza compreso tra 0,003 e 0,04 Hz, la LF compresa nell'intervallo di frequenza tra 0,04 e 0,15 Hz e la HF , nel corrispondente intervallo di frequenza di 0.15 e 0.4 Hz. Le bande LF ed HF consentono un'analisi descrittiva dell'attività di modulazione del simpatico e del vagale e del loro bilanciamneto nella caratterizzazione del ritmo cardiaco. 
L'analisi mediante FFT presenta tuttavia dei limiti notevoli perché il segnale R-R è in sé un segnale non stazionario e non lineare e pertanto la sua analisi richiede metodi più avanzati. Il gruppo di ricercatori Elio Conte, Antonio Federici, Joseph P. Zbilut hanno introdotto di recente un metodo di studio molto avanzato. Esso prende il nome di CZF method e si presenta come un autentico marker dell'attività modulante del sistema nervoso autonomico sul ritmo cardiaco. Esso può essere applicato sia per lo studio di soggetti normali sia nei casi delle diverse patologie che caratterizzano il ritmo cardiaco.